# Örökösödési háborúk listája
- Flandriai és hainaut-i örökösödési háború (1244–1254), II. Margit flamand grófnő utódai között,
- Bretagne-i örökösödési háború (1341–1364), III. János breton herceg utódai között (más néven „a két Johanna háborúja”)
- Brabanti örökösödési háború(wd) (1356–1357), III. János brabanti herceg utódai között,
- Kasztíliai örökösödési háború (1475–1479), a Trastámara-házi IV. (Tehetetlen) Henrik kasztíliai király halála után,
- Burgundiai örökösödési háború(wd) (1477–1493), I. (Merész) Károly herceg halála, a Valois-Burgundi ág kihalása után,
- Landshuti örökösödési háború (1504–1505), a Wittelsbach-ház landshuti ágának kihalása után,
- Portugál örökösödési háború(wd) (1580–1583), az Avis-ház kihalása nyomán,
- Jülich-klevei öröködési háború(wd) (1609–1614), a Jülich-Kleve-Berg hercegi ház kihalása nyomán,
- Monferratói örökösödési háború(wd) (1613–1617), a Gonzaga-házi IV. Ferenc herceg elhunyta után. Más néven „első monferratói örökösödési háború”.
- Mantovai örökösödési háború(wd) (1628–1631), a Gonzaga-ház kihalása nyomán. Más neveken „mantovai és monferratói örökösödési háború” vagy „második monferratói örökösödési háború”
- Pfalzi örökösödési háború (1689–1696), más néven az Augsburgi Liga háborúja,
- Spanyol örökösödési háború (1701–1714), a spanyol Habsburgok kihalása nyomán,
- Lengyel örökösödési háború (1734–1738), II. (Szász) Ágost király elhunyta után,
- Osztrák örökösödési háború (1740–1748), az osztrák Habsburgok leányági öröklésének nyomán,
- Bajor örökösödési háború (1778–1779), a Wittelsbach-ház bajor ágának kihalása nyomán.